# 黄桶站
黄桶站是位于贵州省安顺市普定县黄桶村的一个铁路车站，邮政编码562101。车站建于1964年，有沪昆铁路和隆黄铁路经过该站，现办理客货运业务，车站及其上下行区间均已电气化。车站距离贵阳站126公里，隶属成都铁路局，是四等站。
本站计划興建联络线连接安六高速铁路。2025年3月18日，安六鐵路聯絡線正式完工。同年4月10日起，滬昆線的全部普速列車於本站至水城段改經安六高速鐵路行走，以提高安全及穩定性。